# Брайт (парафія, Нью-Брансвік)
Брайт (англ. Bright) — парафія в Канаді, у провінції Нью-Брансвік, у складі графства Йорк.

## Населення
За даними перепису 2016 року, парафія нараховувала 3289 осіб, показавши зростання на 7,2%, порівняно з 2011-м роком. Середня густина населення становила 8,1 осіб/км².
З офіційних мов обидвома одночасно володіли 375 жителів, тільки англійською — 2 910, тільки французькою — 5. Усього 55 осіб вважали рідною мовою не одну з офіційних, з них 5 — українську.
Працездатне населення становило 65,9% усього населення, рівень безробіття — 12,5% (15,8% серед чоловіків та 9,5% серед жінок). 88,4% осіб були найманими працівниками, а 10,5% — самозайнятими.
Середній дохід на особу становив $40 348 (медіана $32 528), при цьому для чоловіків — $47 858, а для жінок $32 685 (медіани — $39 392 та $26 464 відповідно).
25% мешканців мали закінчену шкільну освіту, не мали закінченої шкільної освіти — 19,4%, 55,6% мали післяшкільну освіту, з яких 33,9% мали диплом бакалавра, або вищий, 15 осіб мали вчений ступінь.
| Статево-вікова структура населення | Статево-вікова структура населення | Статево-вікова структура населення | Статево-вікова структура населення | Статево-вікова структура населення |
| ---------------------------------- | ---------------------------------- | ---------------------------------- | ---------------------------------- | ---------------------------------- |
|                                    |                                    |                                    |                                    |                                    |
| Всього                             | Всього                             | 49,0%51,0%                         |                                    |                                    |
| 0 — 14 років                       | 0 — 14 років                       |                                    | 18%                                | 18%                                |
| 15 — 64 років                      | 15 — 64 років                      |                                    | 64,8%                              | 64,8%                              |
| 65 і більше                        | 65 і більше                        |                                    | 17,2%                              | 17,2%                              |
| 85 і більше                        | 85 і більше                        |                                    | 0,9%                               | 0,9%                               |
| Середній вік (років)               | Середній вік (років)               | 42,341,3                           | 41,8                               | 41,8                               |
| Медіана (років)                    | Медіана (років)                    | 44,843,0                           | 43,9                               | 43,9                               |
| — чоловіки — жінки                 |                                    |                                    |                                    |                                    |

| Походження мешканців:     | Походження мешканців:     | Походження мешканців: | Походження мешканців: | Походження мешканців: |
| ------------------------- | ------------------------- | --------------------- | --------------------- | --------------------- |
| Походження                |                           |                       | осіб                  | %                     |
| Корінні американці        | Корінні американці        |                       | 185                   | 5.63%                 |
| Інше північноамериканське | Інше північноамериканське |                       | 1 850                 | 56.32%                |
| Європейське               | Європейське               |                       | 1 905                 | 57.99%                |
| британське                | британське                |                       | 1 635                 | 49.77%                |
| французьке                | французьке                |                       | 345                   | 10.5%                 |
| українське                | українське                |                       | 20                    | 0.61%                 |
| Африканське               | Африканське               |                       | 15                    | 0.46%                 |
| Азійське                  | Азійське                  |                       | 55                    | 1.67%                 |

| Зайнятість населення за галузями (за класифікацією NOC): | Зайнятість населення за галузями (за класифікацією NOC): | Зайнятість населення за галузями (за класифікацією NOC): | Зайнятість населення за галузями (за класифікацією NOC): | Зайнятість населення за галузями (за класифікацією NOC): |
| -------------------------------------------------------- | -------------------------------------------------------- | -------------------------------------------------------- | -------------------------------------------------------- | -------------------------------------------------------- |
|                                                          |                                                          |                                                          |                                                          |                                                          |
| Управління                                               | Управління                                               |                                                          | 10,6%                                                    | 10,6%                                                    |
| Бізнес, фінанси та адміністрування                       | Бізнес, фінанси та адміністрування                       |                                                          | 11,7%                                                    | 11,7%                                                    |
| Природничі та прикладні науки                            | Природничі та прикладні науки                            |                                                          | 8,9%                                                     | 8,9%                                                     |
| Охорона здоров'я                                         | Охорона здоров'я                                         |                                                          | 6,9%                                                     | 6,9%                                                     |
| Освіта, правозахист, муніципальні та урядові служби      | Освіта, правозахист, муніципальні та урядові служби      |                                                          | 10,3%                                                    | 10,3%                                                    |
| Мистецтво, культура, відпочинок та спорт                 | Мистецтво, культура, відпочинок та спорт                 |                                                          | 1,4%                                                     | 1,4%                                                     |
| Роздрібна торгівля та послуги                            | Роздрібна торгівля та послуги                            |                                                          | 20,9%                                                    | 20,9%                                                    |
| Гуртова торгівля, транспорт та обладнання                | Гуртова торгівля, транспорт та обладнання                |                                                          | 21,5%                                                    | 21,5%                                                    |
| Природні ресурси, сільське господарство                  | Природні ресурси, сільське господарство                  |                                                          | 4,9%                                                     | 4,9%                                                     |
| Виробництво                                              | Виробництво                                              |                                                          | 2,6%                                                     | 2,6%                                                     |

## Клімат
Середня річна температура становить 4,2°C, середня максимальна – 22,2°C, а середня мінімальна – -18,1°C. Середня річна кількість опадів – 1 100 мм.
| Клімат поселення                              | Клімат поселення | Клімат поселення | Клімат поселення | Клімат поселення | Клімат поселення | Клімат поселення | Клімат поселення | Клімат поселення | Клімат поселення | Клімат поселення | Клімат поселення | Клімат поселення | Клімат поселення |
| Показник                                      | Січ.             | Лют.             | Бер.             | Квіт.            | Трав.            | Черв.            | Лип.             | Серп.            | Вер.             | Жовт.            | Лист.            | Груд.            |                  |
| Середній максимум, °C                         | −4,9             | −3,52            | 2,48             | 9,39             | 16,62            | 21,89            | 22,24            | 22,21            | 16,74            | 10,76            | 4,68             | −3,18            |                  |
| Середня температура, °C                       | −11,51           | −10,15           | −4,16            | 2,78             | 10,00            | 15,26            | 18,12            | 18,08            | 12,62            | 6,62             | 0,54             | −7,31            |                  |
| Середній мінімум, °C                          | −18,14           | −16,76           | −10,78           | −3,85            | 3,38             | 8,64             | 13,98            | 13,94            | 8,48             | 2,50             | −3,59            | −11,46           |                  |
| Норма опадів, мм                              | 99               | 68               | 83               | 82               | 93               | 89               | 104              | 90               | 96               | 93               | 107              | 96               |                  |
| Середньомісячна швидкість вітру, м/с          | 3.63             | 3.73             | 3.96             | 3.82             | 3.53             | 3.10             | 2.80             | 2.66             | 2.96             | 3.30             | 3.51             | 3.60             |                  |
| Середньомісячна сонячна радіація, кДж/м²·день | 5248             | 8442             | 12244            | 15573            | 18339            | 20192            | 19755            | 17542            | 13067            | 8239             | 4891             | 4061             |                  |
| --------------------------------------------- | ---------------- | ---------------- | ---------------- | ---------------- | ---------------- | ---------------- | ---------------- | ---------------- | ---------------- | ---------------- | ---------------- | ---------------- | ---------------- |
| Джерело:                                      |                  |                  |                  |                  |                  |                  |                  |                  |                  |                  |                  |                  |                  |